# Доріс Гарт
Доріс Гарт (англ. Doris Hart; 20 червня 1925 — 29 травня 2015) — американська тенісистка 1940-х і першої половини 1950-х років, володарка загалом 35-ти титулів Великого шолома в різних типах змагань: одиночних, парних та міксті. Гарт стала другою жінкою, що зуміла здобути великий шолом за кар'єру (і четвертим гравцем узагалі). Вона стала першою тенісисткою (з трьох), якій підкорилися всі турніри Великого шолома в одиночному розряді, парному розряді та міксті.
У 1969-му Гарт було введено до Міжнародної зали тенісної слави.

## Фінали турнірів Великого шолома

### Одиночний розряд: 18 (6 титулів)
| Результат | Рік  | Турнір              | Поверхня | Супротивниця          | Рахунок       |
| --------- | ---- | ------------------- | -------- | --------------------- | ------------- |
| Поразка   | 1946 | Чемпіонат США       | Трава    | Полін Бетц            | 9–11, 3–6     |
| Поразка   | 1947 | Вімблдон            | Трава    | Маргарет Осборн Дюпон | 2–6, 4–6      |
| Поразка   | 1947 | Чемпіонат Франції   | Ґрунт    | Патрісія Кеннінг Тодд | 3–6, 6–3, 4–6 |
| Поразка   | 1948 | Вімблдон            | Трава    | Луїз Браф             | 3–6, 6–8      |
| Перемога  | 1949 | Чемпіонат Австралії | Трава    | Ненсі Вінн Болтон     | 6–3, 6–4      |
| Поразка   | 1949 | Чемпіонат США       | Трава    | Маргарет Осборн Дюпон | 3–6, 1–6      |
| Поразка   | 1950 | Чемпіонат Австралії | Трава    | Луїз Браф             | 4–6, 6–3, 4–6 |
| Перемога  | 1950 | Чемпіонат Франції   | Ґрунт    | Патрісія Кеннінг Тодд | 6–4, 4–6, 6–2 |
| Поразка   | 1950 | Чемпіонат США       | Трава    | Маргарет Осборн Дюпон | 4–6, 3–6      |
| Поразка   | 1951 | Чемпіонат Франції   | Ґрунт    | Шерлі Фрай            | 3–6, 6–3, 3–6 |
| Перемога  | 1951 | Вімблдон            | Трава    | Шерлі Фрай            | 6–1, 6–0      |
| Перемога  | 1952 | Чемпіонат Франції   | Ґрунт    | Шерлі Фрай            | 6–4, 6–4      |
| Поразка   | 1952 | Чемпіонат США       | Трава    | Морін Конноллі        | 3–6, 5–7      |
| Поразка   | 1953 | Чемпіонат Франції   | Ґрунт    | Морін Конноллі        | 2–6, 4–6      |
| Поразка   | 1953 | Вімблдон            | Трава    | Морін Конноллі        | 6–8, 5–7      |
| Поразка   | 1953 | Чемпіонат США       | Трава    | Морін Конноллі        | 2–6, 4–6      |
| Перемога  | 1954 | Чемпіонат США       | Трава    | Луїз Браф             | 6–8, 6–1, 8–6 |
| Перемога  | 1955 | Чемпіонат США       | Трава    | Патрісія Ворд         | 6–4, 6–2      |

### Пари: 30 (14 титулів)
| Результат | Рік  | Турнір               | Поверхня | Партнерка             | Супротивниці                        | Рахунок        |
| --------- | ---- | -------------------- | -------- | --------------------- | ----------------------------------- | -------------- |
| Поразка   | 1942 | Чемпіонат США        | Трава    | Полін Бетц            | Луїз Браф Маргарет Осборн Дюпон     | 6–2, 5–7, 0–6  |
| Поразка   | 1943 | Чемпіонат США        | Трава    | Полін Бетц            | Луїз Браф Маргарет Осборн Дюпон     | 4–6, 3–6       |
| Поразка   | 1944 | Чемпіонат США        | Трава    | Полін Бетц            | Луїз Браф Маргарет Осборн Дюпон     | 6–4, 4–6, 3–6  |
| Поразка   | 1945 | Чемпіонат США        | Трава    | Полін Бетц            | Луїз Браф Маргарет Осборн Дюпон     | 3–6, 3–6       |
| Поразка   | 1946 | Вімблдонський турнір | Трава    | Полін Бетц            | Луїз Браф Маргарет Осборн Дюпон     | 3–6, 6–2, 3–6  |
| Поразка   | 1946 | Чемпіонат Франції    | Ґрунт    | Полін Бетц            | Луїз Браф Маргарет Осборн Дюпон     | 4–6, 6–0, 1–6  |
| Перемога  | 1947 | Вімблдонський турнір | Трава    | Патрісія Кеннінг Тодд | Луїз Браф Маргарет Осборн Дюпон     | 3–6, 6–4, 7–5  |
| Поразка   | 1947 | Чемпіонат Франції    | Ґрунт    | Патрісія Кеннінг Тодд | Луїз Браф Маргарет Осборн Дюпон     | 5–7, 2–6       |
| Поразка   | 1947 | Чемпіонат США        | Трава    | Патрісія Кеннінг Тодд | Луїз Браф Маргарет Осборн Дюпон     | 7–5, 3–6, 5–7  |
| Перемога  | 1948 | Чемпіонат Франції    | Ґрунт    | Патрісія Кеннінг Тодд | Мері Арнолд Прентісс Шерлі Фрай     | 6–4, 6–2       |
| Поразка   | 1948 | Вімблдонський турнір | Трава    | Патрісія Кеннінг Тодд | Луїз Браф Маргарет Осборн Дюпон     | 1–6, 1–6       |
| Поразка   | 1948 | Чемпіонат США        | Трава    | Патрісія Кеннінг Тодд | Луїз Браф Маргарет Осборн Дюпон     | 4–6, 10–8, 1–6 |
| Поразка   | 1949 | Чемпіонат Австралії  | Трава    | Мері Тумей            | Ненсі Вінн Болтон Телма Койн-Лонґ   | 0–6, 1–6       |
| Поразка   | 1949 | Чемпіонат США        | Трава    | Шерлі Фрай            | Луїз Браф Маргарет Осборн Дюпон     | 4–6, 8–10      |
| Перемога  | 1950 | Чемпіонат Австралії  | Трава    | Луїз Браф             | Ненсі Вінн Болтон Телма Койн Лонг   | 6–3, 2–6, 6–3  |
| Перемога  | 1950 | Чемпіонат Франції    | Ґрунт    | Шерлі Фрай            | Луїз Браф Маргарет Осборн Дюпон     | 1–6, 7–5, 6–2  |
| Поразка   | 1950 | Вімблдонський турнір | Трава    | Шерлі Фрай            | Луїз Браф Маргарет Осборн Дюпон     | 4–6, 7–5, 1–6  |
| Поразка   | 1950 | Чемпіонат США        | Трава    | Шерлі Фрай            | Луїз Браф Маргарет Осборн Дюпон     | 2–6, 3–6       |
| Перемога  | 1951 | Чемпіонат Франції    | Ґрунт    | Шерлі Фрай            | Берил Бартлетт Барбара Скофілд      | 10–8, 6–3      |
| Перемога  | 1951 | Вімблдонський турнір | Трава    | Шерлі Фрай            | Луїз Браф Маргарет Осборн Дюпон     | 6–2, 13–11     |
| Перемога  | 1951 | Чемпіонат США        | Трава    | Шерлі Фрай            | Ненсі Чейффі Патрісія Кеннінг Тодд  | 6–4, 6–2       |
| Перемога  | 1952 | Чемпіонат Франції    | Ґрунт    | Шерлі Фрай            | Гейзел Редік-Сміт Джулія Віпплінгер | 7–5, 6–1       |
| Перемога  | 1952 | Вімблдонський турнір | Трава    | Шерлі Фрай            | Луїз Браф Морін Конноллі            | 8–6, 6–3       |
| Перемога  | 1952 | Чемпіонат США        | Трава    | Шерлі Фрай            | Луїз Браф Морін Конноллі            | 10–8, 6–4      |
| Перемога  | 1953 | Чемпіонат Франції    | Ґрунт    | Шерлі Фрай            | Морін Конноллі Джулія Семпсон       | 6–4, 6–3       |
| Перемога  | 1953 | Вімблдонський турнір | Трава    | Шерлі Фрай            | Морін Конноллі Джулія Семпсон       | 6–0, 6–0       |
| Перемога  | 1953 | Чемпіонат США        | Трава    | Шерлі Фрай            | Луїз Браф Маргарет Осборн Дюпон     | 6–2, 7–9, 9–7  |
| Поразка   | 1954 | Вімблдонський турнір | Трава    | Шерлі Фрай            | Луїз Браф Маргарет Осборн Дюпон     | 6–4, 7–9, 1–6  |
| Перемога  | 1954 | Чемпіонат США        | Трава    | Шерлі Фрай            | Луїз Браф Маргарет Осборн Дюпон     | 6–4, 6–4       |
| Поразка   | 1955 | Чемпіонат США        | Трава    | Шерлі Фрай            | Луїз Браф Маргарет Осборн Дюпон     | 3–6, 6–1, 3–6  |

### Мікст: 19 (15 титулів)
| Результат | Рік  | Турнір              | Поверхня | Партнер        | Супротивники                         | Рахунок         |
| --------- | ---- | ------------------- | -------- | -------------- | ------------------------------------ | --------------- |
| Поразка   | 1945 | Чемпіонат США       | Трава    | Боб Фалкенберг | Маргарет Осборн Дюпон Білл Телберт   | 4–6, 4–6        |
| Поразка   | 1948 | Чемпіонат Франції   | Ґрунт    | Френк Седжмен  | Пет Каннінг Тодд Ярослав Дробний     | 3–6, 6–3, 3–6   |
| Поразка   | 1948 | Вімблдон            | Трава    | Френк Седжмен  | Луїз Браф Джон Бромвіч               | 2–6, 6–3, 3–6   |
| Перемога  | 1949 | Чемпіонат Австралії | Трава    | Френк Седжмен  | Джойс Фітч Джон Бромвіч              | 6–1, 5–7, 12–10 |
| Перемога  | 1950 | Чемпіонат Австралії | Трава    | Френк Седжмен  | Джойс Фітч Ерік Стерджес             | 8–6, 6–4        |
| Поразка   | 1950 | Чемпіонат США       | Трава    | Френк Седжмен  | Маргарет Осборн Дюпон Кен Мак-Грегор | 4–6, 6–3, 3–6   |
| Перемога  | 1951 | Чемпіонат Франції   | Ґрунт    | Френк Седжмен  | Телма Койн-Лонґ Мервін Роуз          | 7–5, 6–2        |
| Перемога  | 1951 | Вімблдон            | Трава    | Френк Седжмен  | Ненсі Вінн Болтон Мервін Роуз        | 7–5, 6–2        |
| Перемога  | 1951 | Чемпіонат США       | Трава    | Френк Седжмен  | Шерлі Фрай Мервін Роуз               | 6–3, 6–2        |
| Перемога  | 1952 | Вімблдон            | Трава    | Френк Седжмен  | Телма Койн Лонг Енріке Мореа         | 4–6, 6–3, 6–4   |
| Перемога  | 1952 | Чемпіонат Франції   | Ґрунт    | Френк Седжмен  | Шерлі Фрай Ерік Стерджес             | 6–8, 6–3, 6–3   |
| Перемога  | 1952 | Чемпіонат США       | Трава    | Френк Седжмен  | Телма Лонг Лью Гоуд                  | 6–3, 7–5        |
| Перемога  | 1953 | Чемпіонат Франції   | Ґрунт    | Вік Сейшус     | Морін Конноллі Мервін Роуз           | 4–6, 6–4, 6–0   |
| Перемога  | 1953 | Вімблдон            | Трава    | Вік Сейшус     | Шерлі Фрай Енріке Мореа              | 9–7, 7–5        |
| Перемога  | 1953 | Чемпіонат США       | Трава    | Вік Сейшус     | Джулія Семпсон Рекс Гартвіг          | 6–2, 4–6, 6–4   |
| Перемога  | 1954 | Вімблдон            | Трава    | Вік Сейшус     | Маргарет Дюпон Кен Роузволл          | 5–7, 6–4, 6–3   |
| Перемога  | 1955 | Вімблдон            | Трава    | Вік Сейшус     | Луїз Браф Енріке Мореа               | 8–6, 2–6, 6–3   |
| Перемога  | 1954 | Чемпіонат США       | Трава    | Вік Сейшус     | Маргарет Дюпон Кен Розволл           | 4–6, 6–1, 6–1   |
| Перемога  | 1955 | Чемпіонат США       | Трава    | Вік Сейшус     | Шерлі Фрай Гарднал Маллой            | 7–5, 5–7, 6–2   |